# Барово тело
Барово тело, полни хроматин или бубањски штапић је неактивни X хромозом у облику лоптастог или пирамидалног телашца у једру телесних ћелија еукариота. Бар и Бертрам 1949. (Barr & Bertram) су га први пут уочили у нервним ћелијама мачке.
X хромозом садржи много гена важних за живот организма, што се види и по великом броју наследних болести које настају мутацијама гена на овом хромозому. Зато свака јединка сисара, без обзира на пол, има барем један X хромозом.  
Да би се доза гена који се налазе на X хромозому између женског и мушког пола изједначила, долази до инактивације једног X хромозома код жена. (Инактивација се дешава на ступњу ембриона у време имплантације, крајем прве недеље трудноће.)Тај хромозом се скупи у грудвицу, у којој су гени неактивни и назива се Барово тело.

## Број Барових тела
Нормална жена, дакле, има једно Барово тело, а нормалан мушкарац је без Барових тела .
Код особа са нумеричким аберацијама полних хромозома сваки прекобројни X хромозом постаје Барово тело тј. инактивира се. Тако се може поставити проста једнакост :
- број Барових тела = број прекобројних X хромозома

Особа са Тарнеровим синдромом, иако је женског пола (кариотип 45, XО), нема Барових тела, док мушкарац са Клинефелтеровим синдромом (кариотипа 47, XXY) има једно Барово тело.
Када, на ступњу раног ембриона, започне инактивација X хромозома увек се инактивише X хромозом који је пореклом из сперматозоида, док се касније у свим ткивима ембриона то дешава случајно. Значи, који ће X хромозом постати инактиван, мајчин или очев чиста је случајност. Када се X хромозом једном инактивише у једној ћелији, све ћелије које од ње настају деобама имаће инактиван исти X хромозом. Инактивација X хромозома није потпуна већ мали делови у том хромозому остају активни.